# Münchner Kaiserburg
Die Münchner Kaiserburg im Alten Hof ist ein Museum zur Münchner Stadtgeschichte sowie eine zentrale Informationsstelle über Bayerische Museen der Landesstelle für die nichtstaatlichen Museen in Bayern.
Das vom Alten Hof aus zugängliche Areal umfasst den Infopoint Museen und Schlösser in Bayern sowie eine in den gotischen Gewölbesälen des Alten Hofes untergebrachte Dauerausstellung zum Alten Hof, zur Münchner Stadtgeschichte und zur Geschichte der Wittelsbacher.

## Infopoint Museen und Schlösser in Bayern
Der Infopoint im Erdgeschoss richtet sich als zentrale Informationsstelle für die ungefähr 1.300 Museen und Schlösser in Bayern an Kulturinteressierte und Touristen. Neben persönlicher Beratung werden hier auch eine Präsenzbibliothek mit einschlägiger Literatur und Führern sowie Informationsmaterial zu den bayerischen Museen angeboten.
Zudem betreut der Infopoint das Museumsportal Bayern, das eine digitale Recherche zu den Museen in Bayern ermöglicht.

## Dauerausstellung Münchner Kaiserburg
Die Dauerausstellung in den historischen Gewölberäumen im Untergeschoss führt in die architektonische und funktionale Entwicklung des Alten Hofes ein und stellt dessen prominentesten Bewohner, Kaiser Ludwig den Bayern, vor. Interaktive Stationen vertiefen einzelne Themen. Der Stadtgeschichte Münchens unter dem Einfluss des Herrscherhauses Wittelsbach ist ein eigener Film gewidmet. Im Gewölbe findet sich auch ein freigelegter Teil der Burgmauer, der eine Füllung aus Isarkieseln aufweist und somit der Bauweise der ersten, zeitgleich um 1200 errichteten Stadtmauer entspricht.
Seit 2009 sind Repliken herausragender Münzen und Medaillen aus der Zeit Kaiser Ludwigs des Bayern wie etwa dessen Goldene Bulle, aber auch die damalige Währung, der Münchner Pfennig, ausgestellt. Die Entwicklung des Münchner Stadtwappens vom Mönch zum Münchner Kindl wird an Siegeln und Medaillen deutlich; darauf gezeigte Stadtansichten und einzelne Bauwerke Münchens werden vor Veduten aus dem 16. und dem 19. Jh. präsentiert.
Eine Multimediapräsentation in Deutsch und Englisch bietet einen Einstieg in die bayerische Geschichte und startet jeweils zur vollen Stunde.
Der Eintritt ist kostenfrei.